# Synagoge Aach (bei Trier)

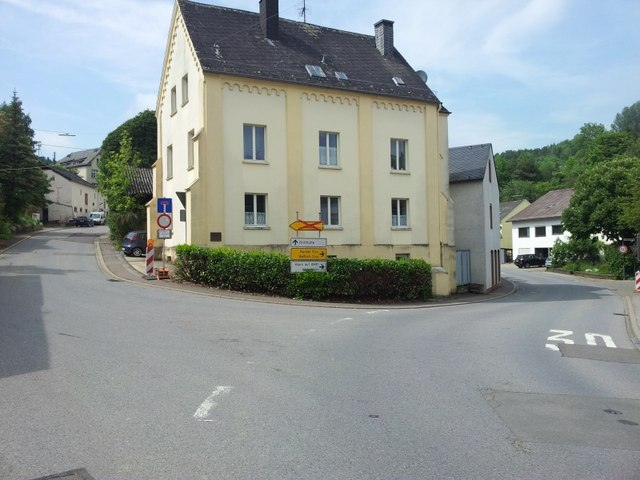
Ehemalige Synagoge in Aach

Die Synagoge in Aach, einer Ortsgemeinde im Landkreis Trier-Saarburg in Rheinland-Pfalz, wurde 1860 errichtet. Die profanierte Synagoge an der Neweler Straße 2 ist ein geschütztes Kulturdenkmal.

## Geschichte
Zunächst war ein Betsaal als eine erste Synagoge vorhanden, denn 1808 wird berichtet, dass die Juden aus Butzweiler und Welschbillig dem Gottesdienst in Aach beiwohnten. Wegen der gestiegenen Zahl der Gemeindeglieder der jüdischen Gemeinde Aach in der Mitte des 19. Jahrhunderts plante die Gemeinde einen Synagogenneubau. Der Trierer Architekt Christian Wilhelm Schmidt, der auch die Synagoge in Trier errichtet hatte, wurde mit der Planung beauftragt. Die 1860 erbaute Synagoge weist große Ähnlichkeit mit der Synagoge in Trier auf. Neuromanische Stilelemente wie Lisenen, Rundbogenfenster und Rundbogenfriese prägten das Bauwerk.
Beim Novemberpogrom 1938 wurde die Inneneinrichtung völlig zerstört. Die in Brand gesteckte Synagoge wurde wieder gelöscht, um die Nachbarhäuser zu schützen. Während des Zweiten Weltkriegs wurde die Synagoge von der Wehrmacht als Kriegsgefangenenlager genutzt.
In den 1950er Jahren wurde das Synagogengebäude zu einem Wohnhaus umgebaut. An dem seit 1995 unter Denkmalschutz stehenden Gebäude wurde 1998 eine Gedenktafel angebracht.